# Jugend hackt

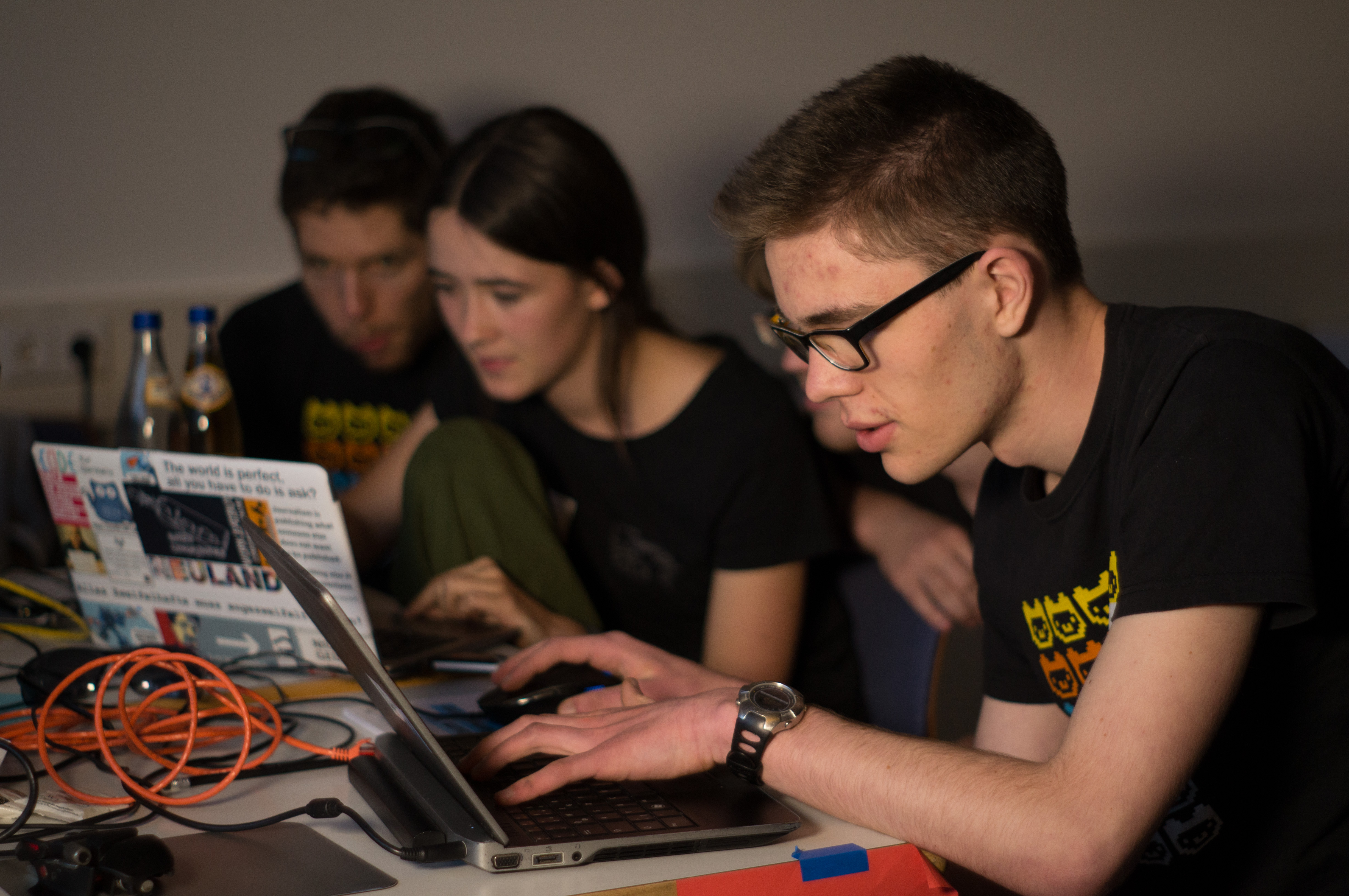
Teilnehmer bei Jugend hackt

Jugend hackt ist ein Projekt für Jugendliche im Alter von zwölf bis achtzehn Jahren zur Förderung des Techniknachwuchses, das seit 2013 von der Open Knowledge Foundation Deutschland und dem Verein mediale pfade.org – Verein für Medienbildung veranstaltet wird. Ziel des Projektes ist es, die Jugendlichen für Software und Hardware zu begeistern, sowie die ethischen Grundlagen im Umgang mit Informationstechnologien zu vermitteln. Das Motto von Jugend hackt ist: „Mit Code die Welt verbessern“.

## Entstehung und Geschichte
Die erste Veranstaltung fand in Berlin im Stadtteil Prenzlauer Berg mit circa 60 Jugendlichen statt. 2014 erhöhte sich die Anzahl der Teilnehmer auf circa 120. 2015 fanden neben der Berliner Veranstaltung erstmals vier Regionalveranstaltungen in Hamburg, Dresden, Ulm und Köln statt. 2016 wurde Jugend hackt erstmals auch in Österreich (in Linz), in der Schweiz (in Zürich) und Südkorea (in Seoul) veranstaltet. Für das Jahr 2017 konnte Jugend hackt insgesamt etwa 570 Teilnehmer verzeichnen. Zusätzlich hinzugekommen waren Frankfurt am Main, Halle, Hongkong, Taipeh und Tokio.
2017 fand die Veranstaltungen in Berlin, Hamburg, Frankfurt am Main, Köln, Ulm, Halle, Zürich, Linz, Tokio, Hongkong und Taipeh statt, 2018 waren es Veranstaltungen in Berlin, Frankfurt am Main, Halle, Köln, Schwerin und Ulm. 2019 in Indien, Sri Lanka, Köln, Schaffhausen/Schweiz, Hamburg, Frankfurt am Main, Berlin, Korea und Japan, Heidelberg, Linz/Österreich, Ulm und Halle/Saale.
Eine Veranstaltung findet in der Regel über ein Wochenende hinweg statt. Zur Teilnahme wird lediglich ein wenig Hintergrundwissen und ein allgemeines Interesse am Programmieren vorausgesetzt, da alle Teilnehmer sich ihr Projekt und ihre Aufgaben selbst aussuchen und von ehrenamtlichen Betreuungspersonen unterstützt werden. Die Jugendlichen setzen in dieser Zeit in Gruppen Hard- oder Softwareprojekte um und präsentieren ihre Ergebnisse in einer Abschlusspräsentation der Öffentlichkeit. Den Jugendlichen wird die Idee von Open Source vermittelt, um den Quellcode ihrer Software unter einer freien Lizenz veröffentlichen zu können.

## Veranstaltungen
Folgende Tabelle gibt eine Übersicht über bisherige Veranstaltungen, deren Datum und die Anzahl der Teilnehmer (ausgenommen Veranstaltungen in Asien). 2020 fanden angesichts der COVID-19-Pandemie einige Veranstaltungen als Online-Hackathons statt.
| Jahr | Datum                    | Ort                | Teilnehmer- anzahl | Anmerkung                                                   | Gesamtanzahl Teilnehmer |
| ---- | ------------------------ | ------------------ | ------------------ | ----------------------------------------------------------- | ----------------------- |
| 2013 | 6.–8. September          | Berlin             | 60                 |                                                             | 60                      |
| 2014 | 12.–14. September        | Berlin             | 120                |                                                             | 120                     |
| 2015 | 5.–7. Juni               | Dresden            | 30                 |                                                             | 310                     |
| 2015 | 12.–14. Juni             | Ulm                | 48                 |                                                             | 310                     |
| 2015 | 11.–13. September        | Köln               | 40                 |                                                             | 310                     |
| 2015 | 8.–20. September         | Hamburg            | 137                |                                                             | 310                     |
| 2015 | 16.–18. Oktober          | Berlin             | 140                |                                                             | 310                     |
| 2016 | 14.–16. Oktober          | Berlin             | 120                |                                                             | 445                     |
| 2016 | 10.–12. Juni             | Hamburg            | 70                 |                                                             | 445                     |
| 2016 | 10.–12. Juni             | Köln               | 60                 |                                                             | 445                     |
| 2016 | 10.–12. Juni             | Ulm                | 60                 |                                                             | 445                     |
| 2016 | 17.–19. Juni             | Dresden            | 48                 |                                                             | 445                     |
| 2016 | 4.–6. November           | Linz               | 35                 |                                                             | 445                     |
| 2016 | 11.–13. November         | Zürich             | 28                 |                                                             | 445                     |
| 2017 | 9.–11. Juni              | Hamburg            | 60                 |                                                             | ca. 570                 |
| 2017 | 30. Juni–2. Juli         | Frankfurt am Main  | 29                 |                                                             | ca. 570                 |
| 2017 | 08.–10. September        | Köln               | 60                 |                                                             | ca. 570                 |
| 2017 | 29. September–1. Oktober | Ulm                | 50                 |                                                             | ca. 570                 |
| 2017 | 27.–29. Oktober          | Zürich             | 20                 |                                                             | ca. 570                 |
| 2017 | 10.–12. November         | Halle              | 27                 |                                                             | ca. 570                 |
| 2017 | 17.–19. November         | Linz               | 30                 |                                                             | ca. 570                 |
| 2017 | 24.–26. November         | Berlin             | 120                |                                                             | ca. 570                 |
| 2018 | 11.–13. Mai              | Köln               | 60                 |                                                             | ca. 425                 |
| 2018 | 1.–3. Juni               | Schwerin           | 30                 |                                                             | ca. 425                 |
| 2018 | 15.–17. Juni             | Frankfurt am Main  | 50                 |                                                             | ca. 425                 |
| 2018 | 10.–12. August           | Halle              | 50                 |                                                             | ca. 425                 |
| 2018 | 10.–12. August           | Schaffhausen       | 35                 |                                                             | ca. 425                 |
| 2018 | 9.–21. Oktober           | Berlin             | 120                |                                                             | ca. 425                 |
| 2018 | 9.–11. November          | Heidelberg         | 30                 |                                                             | ca. 425                 |
| 2018 | 23.–25. November         | Ulm                | 50                 |                                                             | ca. 425                 |
| 2019 | 24.–26. Mai              | Köln               | 50                 |                                                             | ca. 465                 |
| 2019 | 14.–16. Juni             | Rostock-Warnemünde | 40                 |                                                             | ca. 465                 |
| 2019 | 30. August–1. September  | Hamburg            | 50                 |                                                             | ca. 465                 |
| 2019 | 30. August–1. September  | Schaffhausen       | 35                 |                                                             | ca. 465                 |
| 2019 | 27.–29. September        | Frankfurt am Main  | 40                 |                                                             | ca. 465                 |
| 2019 | 4.–6. Oktober            | Berlin             | 120                |                                                             | ca. 465                 |
| 2019 | 18.–20. Oktober          | Heidelberg         | 50                 |                                                             | ca. 465                 |
| 2019 | 1.–3. November           | Ulm                | 45                 |                                                             | ca. 465                 |
| 2019 | 8.–10. November          | Halle              | 35                 |                                                             | ca. 465                 |
| 2020 | 7.–9. Februar            | Jülich             | 17                 | „Mädchen vernetzen“, im Forschungszentrum Jülich            | k. A.                   |
| 2020 | 19.–22. März             | Remote             | 27                 | „Jugend hackt Remote“, 1. Online-Hackathon                  | k. A.                   |
| 2020 | 29. August               | Linz Remote        |                    | internationale Veranstaltung auf Englisch, Online-Hackathon | k. A.                   |
| 2020 | 4.–6. September          | Halle Remote       | 20                 | Online-Hackathon                                            | k. A.                   |
| 2020 | 18.–20. September        | Hamburg Remote     |                    | Online-Hackathon                                            | k. A.                   |
| 2020 | 6.–8. November           | Heidelberg         | 40                 |                                                             | k. A.                   |
| 2020 | 27.–29. November         | Köln               | 36                 |                                                             | k. A.                   |
| 2022 | 22.–24. April            | Dresden            |                    |                                                             | k. A.                   |
| 2022 | 17.–19. Mai              | Frankfurt am Main  | 48                 |                                                             | k. A.                   |
| 2022 | 15.–17. Juli             | Rhein-Neckar       | 22                 |                                                             | k. A.                   |
| 2022 | 2.–4. September          | Hamburg            |                    |                                                             | k. A.                   |
| 2022 | 7.–9. Oktober            | Berlin             |                    |                                                             | k. A.                   |
| 2022 | 28.–30. Oktober          | Linz               |                    |                                                             | k. A.                   |
| 2022 | 4.–6. November           | Köln               |                    |                                                             | k. A.                   |

## Projekte
Die Hard- oder Softwareprojekte, die im Rahmen von Jugend hackt entstehen, werden auf hackdash.org gesammelt, der Quellcode der Projekte wird meist unter einer freien Lizenz auf GitHub unter github.com/jugendhackt oder GitLab unter gitlab.com/jugendhackt veröffentlicht. Die Projekte befassen sich mit alltäglichen Problemen der Jugendlichen bis hin zu komplexen gesellschaftlichen Problemen, beispielsweise entwickelten einige der Jugendlichen 2014 das Projekt awearness, welches mittels eines 3D-gedruckten Armbands vor Überwachungskameras warnen soll. 2017 entstand das Projekt ShitHub, welches Programmcode kollaborativ auf Sicherheitslücken und andere Probleme überprüfen möchte. Letzteres Projekt wird – wie einige andere Jugend hackt-Projekte ebenfalls – auch nach Ende des Hackathons noch weiter entwickelt.

## hello world
hello world ist ein 2017 gestartetes Programm für Einsteiger ab 10 Jahren. Die hello world Workshops sind im Vergleich zu den Events meist ohne Übernachtung und die Teilnehmer werden von den Pädagogen und Mentoren mehr geführt. 2017 fanden durch eine Förderung des Landes NRW 40 Workshops in Nordrhein-Westfalen statt, 2018 gab es in Linz und NRW regelmäßige Workshops. Seit Anfang 2019 tritt hello world als eigenständiges Projekt auf, wobei Jugend hackt weiterhin Netzwerkpartner ist und gemeinsame Veranstaltungen mit beiden Programmen stattfinden.

## Labs
Inzwischen gibt es auch Labs von Jugend hackt. Dort gibt es regelmäßige Veranstaltungen wie Open Labs, wo Jugendliche einfach vorbeikommen können, um an ihren Projekten zu arbeiten oder Workshops zu bestimmten Themen.

### Lab-Standorte
Stand: Oktober 2023
- Augsburg
- Berlin
- Bremerhaven
- Dresden
- Erfurt
- Freiberg
- Fürstenberg
- Görlitz
- Heilbronn
- Isenbüttel
- Jena
- Mannheim
- Moers
- Münster
- Neu-Ulm
- Offenbach
- Potsdam
- Ravensburg
- Schwerin
- Stahnsdorf
- Traunstein
- Ulm bis 2022[41]
- Wülfrath

## Preise und Auszeichnungen
- 2015: Dieter Baacke Preis[42]
- 2016: Deutscher Engagementpreis in der Kategorie Demokratie stärken[43]
- 2017: European Youth Culture Award[44]
- 2018: Theodor-Heuss-Medaille
- 2018: BKM-Preis Kulturelle Bildung[45]